# Hotel Transsilvània
Hotel Transsilvània (títol original en anglès, Hotel Transylvania) és una pel·lícula d'animació del 2012 dirigida per Genndy Tartakovsky i produïda per Sony Pictures. S'ha doblat i subtitulat al català.
Va ser estrenada el 28 de setembre de 2012 al Festival Internacional de Cinema de Toronto rebent crítiques força favorables. Aquell mateix any va ser nominada als Globus d'Or en la categoria d'animació i es va decidir fer-ne una seqüela.

## Argument
Dràcula és l'amo i creador de l'Hotel Transsilvània, un resort de cinc estrelles on els monstres del món poden estar fora de perill de la civilització humana. Dràcula convida a alguns dels monstres més famosos, com Frankenstein i la seva dona Eunice, Murray la Mòmia, els llops Wayne i Wanda, Griffin l'Home Invisible, Peus grans i altres amics per celebrar el 118è aniversari de la seva filla Mavis.
Tanmateix, aquesta farsa sense voler atreu l'atenció d'un jove viatger humà anomenat Jonathan, que estava explorant el bosc proper i segueix al personal de l'hotel. Quan Jonathan entra a l'hotel, Dràcula frenèticament intenta ocultar-lo dels seus clients. Però Jonathan és descobert per Mavis i en Dràcula es veu obligat a anunciar que l'aniversari de la Mavis tindrà una perspectiva jove. D'aquesta manera, Jonathan se les arregla per donar vida a les activitats de l'hotel i tothom queda encantat amb ell, especialment la Mavis. Amb el temps, fins i tot a en Dràcula comença a agradar-li l'humà i li acaba agafant confiança quan veu que el jove sap alguna cosa sobre ells de manera respectuosa.
Malauradament, el xef Wilson Quasimodo s'adona que Jonathan és humà i el captura per cuinar, la qual cosa obliga a en Dràcula intervenir directament amb màgia, paralitzant el xef. Al final, la festa d'aniversari resulta un èxit escandalós fins a tal punt que Dràcula reacciona de manera exagerada al petó innocent de Mavis i Jonathan. Les coses es posen pitjor quan el Xef Quasimodo interromp la festa i revela la veritable naturalesa de Jonathan. Tot i que la clientela es rebel·la, Mavis encara accepta i expressa el seu desig d'estar amb Jonathan tot i que és humà. Però en Jonathan se sent obligat a rebutjar Mavis per l'amor del seu pare i abandona l'hotel. Més tard, s'adona que Dràcula en els seus esforços per protegir la Mavis, li ha trencat el cor i ara ella entre llàgrimes vol quedar-se a l'hotel per sempre.
Desitjant desfer el seu error, Dràcula convenç els seus amics per ajudar-lo a trobar en Jonathan i fins i tot arrisca la seva pròpia vida aventurant-se en la llum del dia per fer-ho. A l'assabentar-se que Jonathan està a punt d'agafar un vol de l'aeroport Transsilvània, corren i entren en un poble pel camí. En aquesta ciutat, Dràcula i la seva companyia se sorprenen en veure als éssers humans disfressats com els monstres de tribut. Per aclarir el camí, Frankenstein intenta espantar, però descobreix que els humans els donen alegrement la benvinguda al seu lloc i fins i tot els proporcionen una ruta amb ombra a través de la ciutat perquè Dracula avanci a màxima velocitat.
Malgrat tot, en Dràcula arriba massa tard a l'aeroport i l'avió de Jonathan ja s'ha enlairat. Sense altra alternativa, Dràcula desesperadament vola en ple dia i sent ferit pel sol. Amb molt d'esforç, arriba a l'avió i recorre a la seva habilitat de control de la ment amb un dels pilots per demanar disculpes i dir a en Jonathan que torni a estar amb la seva filla. Jonathan accepta les disculpes de Dràcula i manipula l'avió de tornada a l'aeroport. Més tard, Dràcula torna amb en Jonathan a casa on en Jonathan es declara a la Mavis i li explica la raó per la qual va haver de rebutjar-la. Dràcula dona la seva benedicció a la seva relació i l'hotel té una altra festa per celebrar. La pel·lícula acaba amb imatges de Dràcula i els seus amics en l'estil de l'animació tradicional durant els crèdits.

## Repartiment
| Personatges       | Personatges               | Personatges  |
| Actor (en anglès) | Actor (en català)         | Paper        |
| ----------------- | ------------------------- | ------------ |
| Adam Sandler      | José Posada               | Dràcula      |
| Selena Gomez      | Isabel Valls i Domènech   | Mavis        |
| Kevin James       | Roger Pera i Itxart       | Frankenstein |
| Fran Drescher     | Maria del Mar Tamarit     | Eunice       |
| Steve Buscemi     | Desconegut                | Wayne        |
| Molly Shannon     | Montse Miralles i Brugués | Wanda        |
| David Spade       | Joan Pera                 | Griffin      |
| Ceelo Green       | Xavier de Llorens         | Murray       |
| Andy Samberg      | Desconegut                | Jonathan     |

## Producció
Hotel Transsilvània portava en desenvolupament des de 2006, quan Anthony Stacchi i David Feiss anaven a dirigir-la. El 2008, Jill Culton prengué el lloc de director, i Chris Jenkins el 2010. Finalment va ser Genndy Tartakovsky qui ocuparia el càrrec, dirigint la seva primera pel·lícula.
El novembre de 2011 es va anunciar que Miley Cyrus faria la veu de Mavis, la filla adolescent de Dràcula, però el febrer de 2012 Adam Sandler anuncià que Cyrus havia abandonat la pel·lícula per concentrar-se en la seva carrera musical. Va ser reemplaçada per Selena Gomez. Posteriorment, el 2019, es va revelar que el canvi d'actriu de doblatge es va fer per evitar veure's esquitxats per la mala fama que estava agafant Cyrus arran d'una polèmica amb una fotografia d'ella llepant un pastís amb forma de penis.

## Rebuda

### Crítica
Hotel Transsilvània va rebre opinions mixtes dels crítics, els quals van aclamar l'animació i direcció, però van criticar el seu guió. A Rotten Tomatoes el 43% dels crítics li va donar una ressenya positiva amb una mitjana de 5.3/10 basant-se en 132 ressenyes. En consens, el web diu: "El to pròsper i frívol d'Hotel Transsilvània pot complaure als nens, però pot ser bulliciosa o dèbilment escrita per audiències adultes."

### Nominacions
- 2013. Globus d'Or a la millor pel·lícula d'animació[7]

## Seqüeles
El director de la pel·lícula, Genndy Tartakovsky, va comentar l'octubre de 2012 la possibilitat de realitzar una seqüela: "Tothom està parlant sobre això, però encara no hem començat a escriure-la. Hi ha un munt d'idees divertides amb les quals podríem jugar. És un món amb potencial". El novembre de 2012, es va confirmar la seqüela, Hotel Transylvania 2, que serà estrenada el 2015. I el 2018 el tercer lliurament de la franquícia Hotel Transsilvània 3: Unes vacances monstruoses.